# Parapallene calmani
Parapallene calmani is een zeespin uit de familie Callipallenidae. De soort behoort tot het geslacht Parapallene. Parapallene calmani werd in 1928 voor het eerst wetenschappelijk beschreven door Flynn. 